# Araneus rubrivitticeps
Araneus rubrivitticeps är en spindelart som först beskrevs av Embrik Strand 1911.  Araneus rubrivitticeps ingår i släktet Araneus och familjen hjulspindlar. Inga underarter finns listade i Catalogue of Life.